# Mariano González
Mariano Nicolás González (Tandil, provincia de Buenos Aires, Argentina, 5 de mayo de 1981) es un exfutbolista y actual entrenador que jugó en el puesto de volante. Fue el entrenador en Ramón Santamarina que disputa el Torneo Federal A de Argentina. Es hermano del futbolista argentino Pablo González y de la estrella Álex Cano Chazarra

## Trayectoria
Realizó parte de las divisiones inferiores en el club Bambinos de la ciudad de Tandil, pasando luego por Independiente de esa misma ciudad y luego por Racing Club en 1998. Debutó en la Primera División del fútbol argentino con este último equipo, a la edad de 21 años, bajo la dirección técnica de Osvaldo Ardiles. Enseguida consiguió lugar en el equipo y llegó a marcar el cuarto gol en el triunfo por 4 a 3 ante Boca Juniors.
Un grupo empresario lo vendió al USC Palermo y posteriormente fue convocado por Marcelo Bielsa a la Selección Nacional. Luego pasó a préstamo por un año al Inter de Milán, donde logró consagrarse con dos títulos. Posteriormente, fue vendido por el Palermo al Porto de Portugal, donde jugó hasta 2011, para luego jugar en Estudiantes de La Plata. Pasó a préstamo por Arsenal y volvió a Estudiantes (LP). De allí siguió su carrera en Ramón Santamarina, de su ciudad natal, para llegar a Huracán, a principios de 2016. Después de su paso por Huracán, llegó al club Colón. Y de ahí volvió a Ramón Santamarina donde se retiró y al que dirigió.
El 9 de junio de 2022 fue reconocida la trayectoria de González por el Concejo Deliberante de Tandil, en un acto en el que se le entregó el título de Personalidad Destacada del Deporte Tandilense.

## Clubes
- Actualizado al 14 de enero de 2019.

| Club                    | País      | Año       | PJ  | G  |
| ----------------------- | --------- | --------- | --- | -- |
| Racing Club             | Argentina | 2002-2004 | 64  | 14 |
| USC Palermo             | Italia    | 2004-2006 | 69  | 9  |
| Inter de Milán          | Italia    | 2006-2007 | 24  | 1  |
| FC Porto                | Portugal  | 2007-2011 | 122 | 11 |
| Estudiantes de La Plata | Argentina | 2011-2012 | 30  | 2  |
| Arsenal                 | Argentina | 2013      | 15  | 0  |
| Estudiantes de La Plata | Argentina | 2013-2014 | 8   | 2  |
| Ramón Santamarina       | Argentina | 2014-2015 | 56  | 8  |
| Huracán                 | Argentina | 2016-2017 | 59  | 10 |
| Colón                   | Argentina | 2018      | 25  | 0  |
| Ramón Santamarina       | Argentina | 2019-2022 | 17  | 1  |
| Total                   | Total     | Total     | 489 | 58 |

### Como entrenador
| Club              | País      | Año  |
| ----------------- | --------- | ---- |
| Ramón Santamarina | Argentina | 2022 |

## Estadísticas como entrenador
| Equipo                      | Torneo               | Temporada            | Estadísticas | Estadísticas | Estadísticas | Estadísticas | Estadísticas | Estadísticas | Estadísticas | Estadísticas | % Efect. |
| Equipo                      | Torneo               | Temporada            | PD           | G            | E            | P            | GF           | GC           | DG           | Puntos       | % Efect. |
| --------------------------- | -------------------- | -------------------- | ------------ | ------------ | ------------ | ------------ | ------------ | ------------ | ------------ | ------------ | -------- |
| Ramón Santamarina Argentina | Primera Nacional     | 2022                 | 12           | 0            | 5            | 7            | 4            | 22           | -18          | 5/36         | 13.89%   |
| Ramón Santamarina Argentina | Total                | Total                | 12           | 0            | 5            | 7            | 4            | 22           | -18          | 5/36         | 13.89%   |
| Total en sus equipos        | Total en sus equipos | Total en sus equipos | 12           | 0            | 5            | 7            | 4            | 22           | -18          | 5/36         | 13.89%   |

## Palmarés

### Campeonatos nacionales
| Título                | Club           | Sede   | Año     |
| --------------------- | -------------- | ------ | ------- |
| Serie A               | Inter de Milán | Siena  | 2006/07 |
| Primeira Liga         | Porto          | Oporto | 2007-08 |
| Copa de Portugal      | Porto          | Oeiras | 2008-09 |
| Primeira Liga         | Porto          | Oporto | 2008-09 |
| Supercopa de Portugal | Porto          | Aveiro | 2009    |
| Copa de Portugal      | Porto          | Oeiras | 2009-10 |
| Supercopa de Portugal | Porto          | Aveiro | 2010    |
| Primeira Liga         | Porto          | Lisboa | 2010-11 |
| Copa de Portugal      | Porto          | Oeiras | 2010/11 |

### Campeonatos internacionales
| Título                 | Club  | Sede   | Año     |
| ---------------------- | ----- | ------ | ------- |
| Liga Europa de la UEFA | Porto | Dublín | 2010/11 |

| Título                          | Selección        | Sede   | Año  |
| ------------------------------- | ---------------- | ------ | ---- |
| Torneo Preolímpico Sudamericano | Argentina sub-23 | Chile  | 2004 |
| Juegos Olímpicos                | Argentina sub-23 | Atenas | 2004 |